# Almighty DP
Almighty DP è il primo mixtape collaborativo del rapper statunitense Chief Keef e del producer DP Beats, pubblicato il 1º novembre 2015 dalle etichette discografiche Glo Gang e RBC Records.

## Tracce
1. Don't Love Her – 2:05
2. Doin It – 2:41
3. Hot – 1:58
4. Runnin – 2:39
5. Asap Rocky – 3:10
6. Sleepy – 3:16
7. Worries – 3:29
8. Wet – 3:10
9. Tec – 3:23
10. Side – 2:48
11. On The Corner – 3:30
12. MCM – 3:00
13. Know She Does – 2:14
14. Haten – 3:28
15. Fool Ya – 3:32
16. Need It – 3:32
17. 10 Toes Doen – 3:10
18. All In – 7:18